# Dispute de Heidelberg

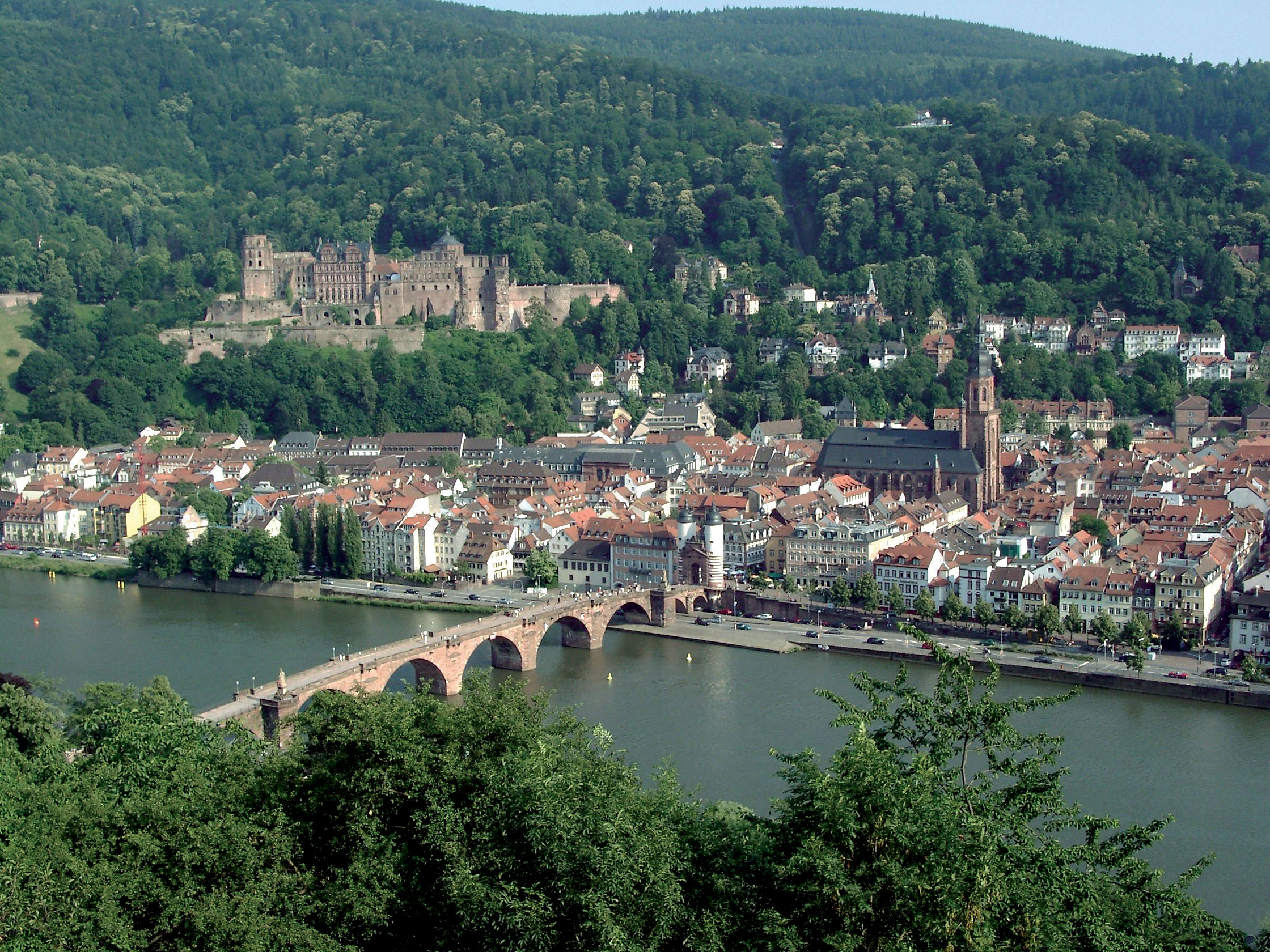
La ville de Heidelberg et son château

La dispute de Heidelberg ou Disputatio, ou encore "Heidelberger Disputation" en allemand, est un débat théologique qui eut lieu le 26 avril 1518 à Heidelberg, dans le Saint-Empire romain germanique.

## Contexte
Le 30 août 1513, le Margrave Albert de Brandebourg fut nommé archevêque de Magdebourg. L'année suivante, il devint évêque d'Halberstadt et enfin archevêque de Mayence. Selon le Droit canonique, pour posséder ces titres, il fallait payer une très forte somme d'argent au Vatican. En 1514, le pape Léon X décida de fixer la somme à plusieurs dizaines de milliers de florins d'or. Le pape, en octobre 1514, publia la bulle "Sacrosanti Salvatoris", qui autorisait Albert à vendre des indulgences pour rembourser ses dettes. C'est un moine dominicain du nom de Johann Tetzel qui fut chargé de vendre les indulgences au Brandebourg et à Magdebourg. Tetzel déclarait "Lorsque vos sous dans ce coffre résonnent, une âme du Purgatoire s'envole". Ce commerce du salut ne plaisait pas à tout le monde, ainsi le moine augustin Martin Luther, le 31 octobre 1517, affiche ses 95 thèses sur les portes de l'église du château de Wittemberg, déclenchant une véritable polémique contre les indulgences.

## Déroulement

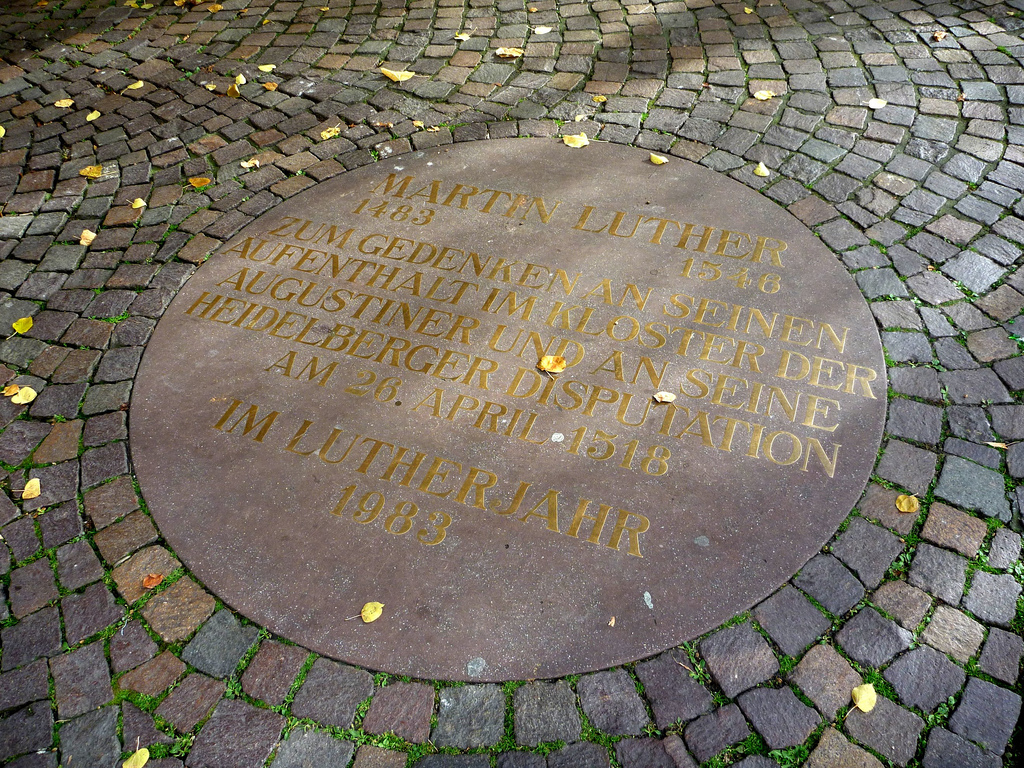
Plaque commémorative indiquant le lieu de la dispute, sur la Place de l'Université

Très vite, Luther fut attaqué de tous côtés en raison de ses positions. Johann von Staupitz, vicaire général de l'ordre des augustins allemands, fut chargé par le pape d'obtenir des réponses de la part de Luther. C'est ainsi qu'en avril 1518, il réunit le Chapitre général de l'Ordre des Augustins dans la ville de Heidelberg. Luther y fut convoqué pour justifier ses positions. Avant son arrivée, il avait rédigé 40 thèses théologiques et philosophiques. Dans ces dernières, Luther condamne fermement l'influence qu'Aristote a sur la foi. Martin Bucer et Erhard Schnepf assistèrent à la discussion et furent convaincus par Luther, c'est ainsi que tous deux allaient devenir de fervents adeptes de la Réforme protestante. Refusant de se soumettre, Luther formula sa doctrine: "Le libre arbitre après la chute n'est plus qu'un nom; en faisant ce qu'il peut l'homme pèche mortellement... l'homme doit entièrement désespérer de lui-même afin de devenir capable de recevoir la grâce du Christ.".
Luther fut satisfait du débat et apprécia les échanges qui eurent lieu.

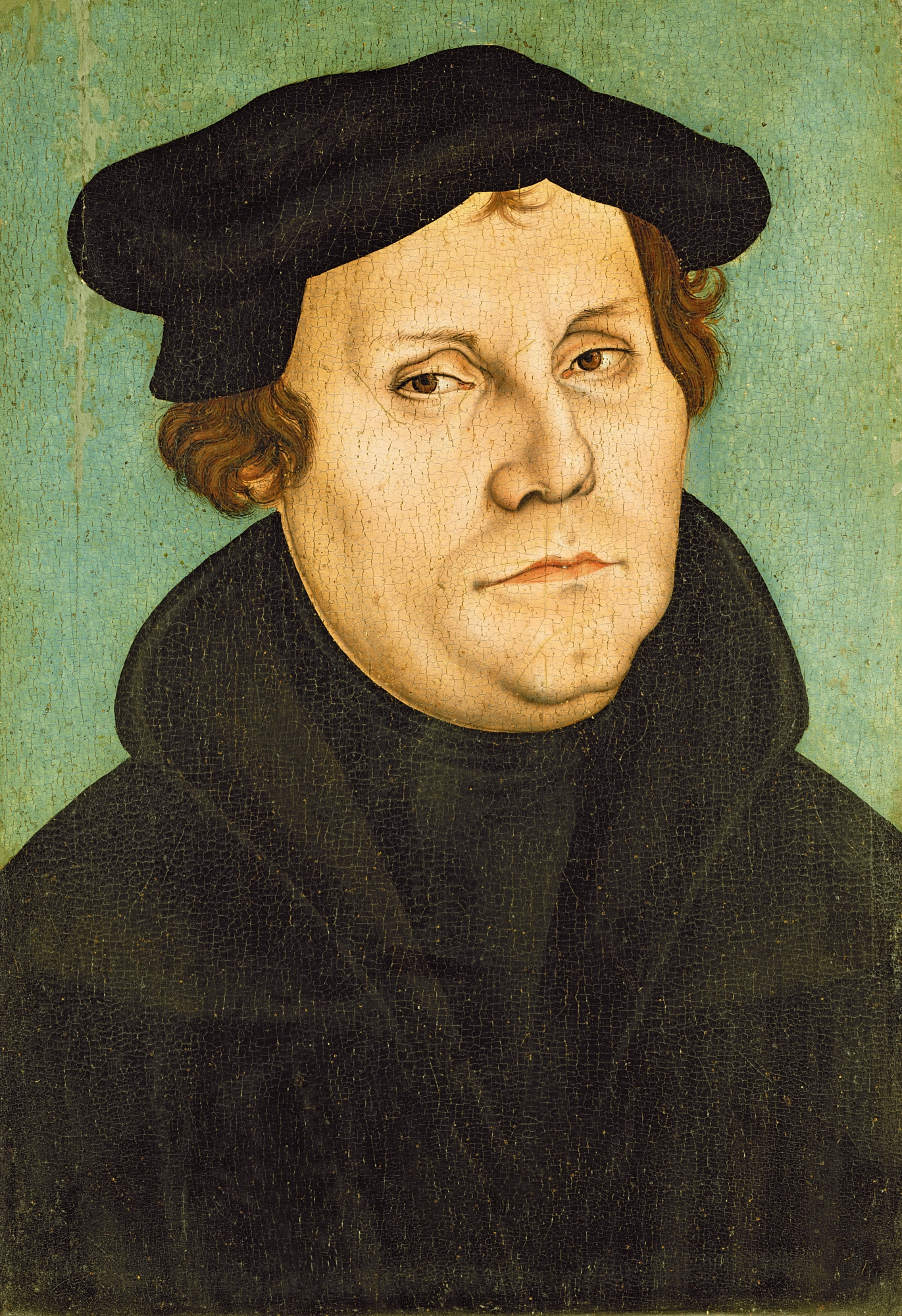
Martin Luther
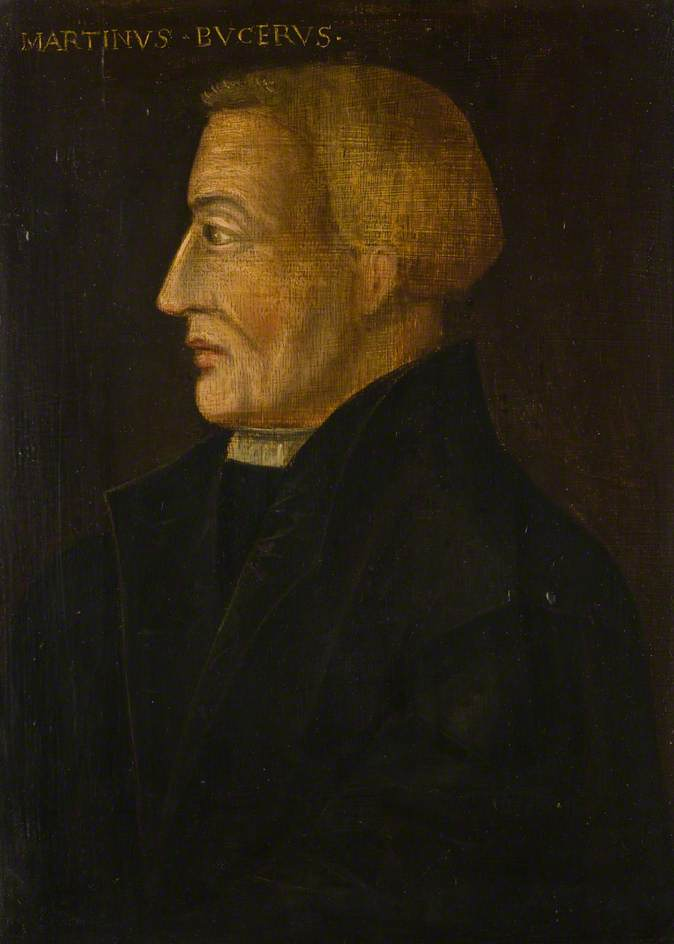
Martin Bucer
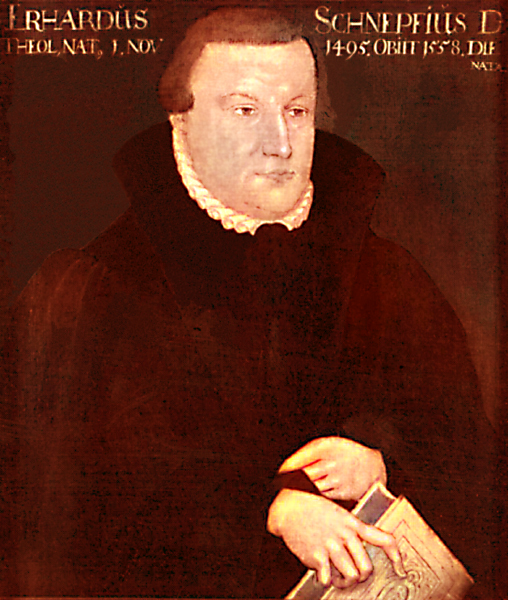
Erhard Schnepf